# Risto Savin
Risto Savin (s pravim imenom Friderik Širca), slovenski častnik in skladatelj, * 11. julij 1859, Žalec, † 11. december 1948, Zagreb.

## Življenje
Že kot dijak je rad prepeval na koru, še rajši pa doma igral klavir, kar je nedvomno kazalo na njegovo glasbeno nadarjenost. 
Z devetnajstimi leti je kot prostovoljec v Gradcu stopil v topniški polk, kjer se je začela njegova uspešna vojaška kariera. Savin je bil namreč poklicni častnik (topniški oficir) avstrijske vojske, na Dunaju in v Pragi pa je privatno študiral glasbeno kompozicijo. Ko je leta 1905 odšel v Varaždin, se je podrobno seznanil s hrvaško folkloro. Tam so nastali tudi njegovi prvi samospevi. Pred prvo svetovno vojno se je ponovno selil. Najprej v Belo Crkvo v Vojvodino, nato pa v ogrsko prestolnico Budimpešto, kjer je dočakal prvo svetovno vojno. Kot vojaški častnik je ob koncu prve svetovne vojne in po razpadu dvojne monarhije končal svojo vojaško kariero, in to s činom generalmajorja.
Po končani vojni se je vrnil v Žalec. Večino svojega časa je zatem lahko posvetil glasbi. Leta 1929 se je Risto Savin ponovno selil. Tokrat na ženino domačijo na Ptuj, kjer se je z velikim uspehom lotil komponiranja del za mladinske zbore. V času okupacije se je ponovno vrnil v rodni Žalec. Čeprav so mu zaradi starosti že začele popuščati ustvarjalne moči, je leta 1942 spesnil zborovsko skladbo V boj – opus 41 – partizansko koračnico za moški zbor in male bobne. Ustvarjal je še po vojni, ko je na besedila Otona Župančiča napisal več kvalitetnih skladb za mladinske zbore. 
Svoje skladbe je sprva pisal v romantičnem slogu, nato v novoromantičnem s prvinami impresionizma, končno pa je kot prvi slovenski skladatelj podlegel vplivom Wagnerjeve glasbene drame. 
Savin velja za enega najpomembnejših slovenskih skladateljev med romantiko in moderno.

## Delo

### Opere
- Poslednja straža (1898)
- Lepa vida (1907)
- Gosposvetski sen (1921)
- Matija Gubec (1923)

### Baleta
- Plesna legendica (1918)
- Čajna punčka (1922)

### Samospevi
- Pismo (Oton Župančič)
- To je tako(Oton Župančič)
- Svetla noč(Oton Župančič)
- Marica(Oton Župančič)
- Ljubica, zdaj je dan (Anton Aškerc)
- Tri Aškerčeve balade (Anton Aškerc)
  - Poslednje pismo
  - Javor in lipa
  - Poroka

Komorna glasba
- Godalni kvartet (1895)
- Trio in D-moll für Pianoforte, Violine und Violoncello (1893)
- G-moll trio für Violine, Cello und Clavier (1894)
- Allegreto grazioso za gosli in klavir (1901)
- Dva intermezza za gosli in klavir (1905)
- Balado v Des-duru za violino in klavir, op. 21 (1919)
- Sonato za čelo in klavir, op. 22 (1920)